# Pedro Simão Aquino de Araújo

00000
00000
00000
Pedro Simão Aquino de Araújo (Recife, PE, 16 de março de 1924 - São Caetano do Sul, SP, data desconhecida), mais conhecido como Simão, foi um futebolista brasileiro, que atuava como ponta-esquerda e jogou em equipes como Sport Recife, Portuguesa de Desportos e Corinthians, além da Seleção Brasileira.

## Carreira

### Sport Recife
Começou sua carreira atuando pelo Sport Club do Recife, em 1943, com apenas 19 anos. Já naquele ano foi campeão pernambucano. Também seria campeão, em 1945, do Torneio Início de Pernambuco.

### Portuguesa de Desportos
Em 1947, aos 23 anos, Simão foi para a Portuguesa de Desportos, onde não só já havia conquistado um título logo em seu primeiro ano (o Torneio Início Paulista de 1947) como manteve seu bom futebol. Aliás, graças à seu talento, foi convocado para a Campeonato Sul-Americano de 1949, atuando pela Seleção Brasileira. Atuou em 14 jogos pela camisa amarelinha e marcou 5 gols. Embora tenha ganho o título, nunca mais voltaria à ser colocado para a Seleção Brasileira.
Fez parte, na década de 1950, da melhor equipe de toda a história da Portuguesa de Desportos, que, além dele atuando na ponta-esquerda, tinha Pinga, Nininho, Brandãozinho e Julinho Botelho, a mesma que faria a sonora goleada por 7 a 1 no Corinthians. Na época, a Lusa faturou o Torneio San Izidro em 1951 e o Torneio Rio-São Paulo, em 1952.

### Corinthians
Em meados de 1953, Simão se transferiu para o Corinthians já veterano (tinha 29 anos de idade), mas manteve seu bom futebol, se tornando o ponta-esquerda titular da gloriosa conquista do Campeonato Paulista de 1954, quando a cidade de São Paulo completava 400 anos, ou seja, seu quarto centenário. Também foi campeão, anteriormente, do Torneio Rio-São Paulo de 1954.
Em 1955, foi campeão da Taça Charles Müller, seu último título de reconhecimento antes de, na segunda metade de 1955 se transferir para o São Bento, aos 31 anos de idade. Pelo Corinthians, Simão jogou 92 partidas e marcou 20 gols, sendo que seu dois últimos gols foram marcados justamente em sua última partida pelo Timão, numa goleada por 4 a 0 sobre o Linense.

### Curta passagem pelo São Bento
Simão, após uma gloriosa passagem pelo Corinthians, transferiu-se, na segunda metade de 1955, para o São Bento. Mas ficou apenas neste curto período no clube de São Bento, pois no início de 1956 já voltava a integrar o time da Portuguesa de Desportos.

### Retorno à Portuguesa de Desportos
Em 1956, com 32 anos, já estava de volta à Portuguesa de Desportos, onde completou seu ciclo com a Lusa até o fim de 1957. Pela Portuguesa de Desportos, Simão disputou 229 jogos e marcou 47 gols.

### Despedida de carreira no Vila Santista
Aos 34 anos, Simão se transfere para o Vila Santista, onde encerra sua carreira.

## Títulos

### Sport Recife
- Campeonato Pernambucano: 1943.
- Torneio Início de Pernambuco: 1945.

### Portuguesa de Desportos
- Torneio Início Paulista: 1947.
- Torneio San Izidro: 1951.
- Torneio Rio-São Paulo: 1952.
- fita azul 1951

### Corinthians
- Torneio Rio-São Paulo: 1954.
- Campeonato Paulista: 1954.
- Taça Charles Müller: 1955.

### São Bento
- Campeonato Amador de Sorocaba: 1955.

### Seleção Brasileira
- Campeonato Sul-Americano de 1949.